# Beatriz Haddad Maia
Beatriz "Bia" Haddad Maia (São Paulo, 30 de maio de 1996) é uma tenista profissional brasileira, que entrou no top 10 do ranking mundial (WTA), tanto em simples - a primeira brasileira alcançar essa posição na Era Aberta - quanto em duplas - igualando o feito de Maria Ester Bueno.
Entre seus maiores feitos estão: em simples, ter alcançado a semifinal de Roland Garros em 2023, a final do WTA 1000 do Canadá em 2022, ter vencido o WTA 500 da Coréia do Sul em 2024 e ter obtido outros 2 títulos de WTA 250. Em duplas, ter sido vice-campeã do Australian Open de 2022, campeã do WTA 1000 de Madri em 2023, além de ter vencido outros 2 WTA 500 (Sydney 2022 e Adelaide 2024) e 2 WTA 250. Além disso, foi campeã do WTA Elite Trophy no final de 2023, tanto em simples quanto em duplas, no mesmo torneio.

## Infância e carreira juvenil
Como juvenil, alcançou a 15ª posição do ranking da ITF e foi, por duas vezes (2012 e 2013), vice-campeã de duplas do Torneio de Roland Garros, além de ter sido semifinalista em Wimbledon (2011).
Haddad Maia é canhota e usa duas mãos no backhand. Em 7 de maio de 2012 (aos 16 anos) atingiu a 598ª posição na classificação da Associação de Tênis Feminino (WTA) e em 23 de abril de 2012 (aos 15 anos) chegou à 15ª posição no circuito juvenil (até 18 anos) da Federação Internacional de Tênis (ITF). Ela fez parte de sua formação no Esporte Clube Pinheiros, em São Paulo.
Na sua carreira juvenil, ela atingiu o melhor ranking no simples de nº 15 no dia 24 de Abril de 2012, ganhou 14 partidas e perdeu 6 no simples, e ganhou 14 partidas com 5 derrotas no duplas.
De ascendência libanesa, sua mãe e avó foram tenistas profissionais e a influenciaram a iniciar no esporte desde cedo, tendo começado a treinar aos 5 anos. Ela é sobrinha do falecido cantor e apresentador Rolando Boldrin.

## Carreira profissional

### 2010–2012: Início e primeiros títulos
Em 2010, aos 14 anos, passa a treinar com Larri Passos e joga seus primeiros torneios na categoria 18 anos, em São Paulo, Mogi das Cruzes e Arujá.
Consegue a primeira vitória em torneio profissional em cima da equatoriana Mariana Correa [en] (que tinha então 26 anos) no ITF $10 000 de São Paulo.
Ganha o primeiro título profissional em setembro, no torneio de Mogi das Cruzes, nas duplas com Flávia Guimarães Bueno.
Em outubro, vence, na categoria 18 anos juvenil, a Copa GTC realizada em Guarulhos, um torneio de Grau 5 da ITF, em simples e duplas.
Em julho de 2011, participa de um torneio de US$ 25k em Campos do Jordão, onde perde na primeira rodada para a colombiana Karen Castiblanco [en].
Em agosto, chega à sua primeira final ITF de US$ 10k em São Paulo, onde perde para Maria Fernanda Alves. Nas duplas, em parceria com Carla Forte [en], é campeã sobre a dupla Isabella Robbiani [en] / Kyra Shroff [en].
Em outubro, vence as finais de simples e de duplas (com Luísa Rosa) da Copa Guga Kuerten, na categoria 18 anos. E no final do mesmo mês, foi campeã de simples em um outro torneio de US$ 10k em Goiânia sobre a portuguesa Bárbara Luz, e nas duplas, com Paula Gonçalves, também foi campeã, sobre outra dupla brasileira de Flavia Dechandt Araujo / Karina Venditti. Essa conquista foi a primeira de Bia em um torneio profissional por uma chave de simples.
Em fevereiro de 2012, aos 15 anos, torna-se a mais jovem tenista brasileira a disputar a Fed Cup, em sua primeira experiência em uma competição profissional por equipes, foi derrotada na primeira rodada pela venezuelana Gabriela Paz [en].
Em março, é finalista da 29ª  Copa Gerdau, principal competição juvenil do Brasil (única de Grau A da ITF no país).
Vence, em abril, o "Future" de Ribeirão Preto, o primeiro título profissional conquistado em quadra dura.
Em junho, alcança a final do torneio juvenil de duplas de Roland Garros, ao lado da paraguaia Montserrat González, juntando-se a Maria Esther Bueno e Cláudia Monteiro no seleto grupo de brasileiras que jogaram uma final de Grand Slam.
Participa pela primeira vez de torneio de nível WTA em setembro, conhecido na época como Bell Challenge, caindo na primeira rodada da qualificatória para a canadense Heidi El Tabakh [en].
É eleita pela 4ª vez consecutiva a melhor tenista juvenil do Brasil (2009, 2010, 2011 e 2012).

### 2013: Final da Copa Gerdau, estreia no top 300 e duas contusões
Em fevereiro, recebe convite para a primeira edição da Brasil Tennis Cup e vence sua primeira partida em nível WTA contra Hsu Chieh-yu [en]. É eliminada na segunda rodada pela experiente húngara Melinda Czink, então nº 100 do mundo, em jogo no qual teve 3 match points no terceiro set.
Depois disso, vence dois torneios ITF de US$ 10k um em março em Ribeirão Preto e outro em abril em Antalya, Turquia, este último sua primeira conquista profissional em simples fora do Brasil.
No circuito juvenil, repete a final em simples da Copa Gerdau (18 anos) e a final de duplas em Roland Garros, dessa vez ao lado da equatoriana Doménica González.
Bia entra pela primeira vez no top 300 do ranking da WTA profissional de simples (como 265 no final do ano), e alcança finais em torneios ITF de nível US$ 25k em  Caserta na Itália e  Lenzerheide na Suíça, nos meses de maio e junho, respectivamente.
Sofre queda em quadra quando vencia a argentina Andrea Benítez [en] no torneio ITF de US$ 25k em Campinas e lesiona o ombro, afastando-se das quadras por 2 meses.
Em outubro, nos Estados Unidos, sofre nova contusão, dessa vez na coluna, no primeiro torneio em que participa após retornar da lesão no ombro, o que a afasta das quadras até o fim do ano.

### 2014: Número 2 do Brasil, troca de treinador e retorno ao top 300
Tendo atingido a maioridade, Bia Haddad volta-se integralmente ao circuito profissional. Recuperada das lesões que a afastaram da quadra no segundo semestre de 2013, em fevereiro recebe convites ("wild cards") para a primeira edição do Rio Open e para a Brasil Tennis Cup, mas é eliminada na primeira rodada de ambos. Em março, também perdeu na primeira rodada em dois torneios ITF de US$ 25k disputados no Brasil.
Em abril, joga 4 torneios ITF no Estados Unidos, um de US$ 25k em Jackson onde perde na primeira rodada, em seguida, outro de US$ 25k em Pelham onde perdeu na terceira rodada. Na sequência, um torneio de US$ 50k no qual chegou às quartas de final, obtendo o mesmo resultado em outro torneio de US$ 50k em Charlottesville.
Na campanha européia, a partir de maio, volta a vencer no torneio ITF de US$ 10k de  Caserta, na Itália, onde chegou à final no ano anterior, dessa vez ganhando duas rodadas e atingindo as quartas-de-final. Em junho, é vice-campeã de simples no ITF de Breda, na Holanda. Ainda na Holanda, é vice-campeã de duplas ao lado da argentina Tatiana Búa em Amstelveen e campeã em Alkmaar com a americana Bernarda Pera. Não defende os pontos da final do ITF de  Lenzerheide do ano anterior e cai bastante no ranking WTA, saindo do top 300 chegando ao final do ano na 335ª posição, seu pior ranking desde janeiro de 2013. Em julho, participa de 3 torneios ITF de 25k na Europa, alcançando uma semifinal, uma quarta-de-final e uma segunda rodada.
Após quatro anos de trabalho com Larri Passos, passa a ser treinada por Marcus Vinícius Barbosa, o Bocão, no segundo semestre.
Em setembro faz mais uma série de 3 torneios ITF de US$ 25k na Europa e novamente faz uma semifinal em Sófia, uma segunda rodada em Dobrich e uma quarta-de-final em Podgorica e volta ao top 400 do Ranking WTA, alcançando o nº 385 do ranking.
Parte para os Estados Unidos em outubro para uma série de 3 torneios ITF de US$ 50k, mesmo tendo que disputar a qualificatória em todos. Alcança a chave principal no primeiro e no terceiro torneios, atingindo uma segunda rodada e uma quarta-de-final, marcando suas primeiras vitórias em torneios ITF de nível US$ 50k.
Tendo chegado às quartas-de-final do ITF de US$ 50k de Assunção em novembro, volta, ao top 300 do ranking, atingindo o nº 295 do ranking.
Em dezembro, disputa, no México, mais 2 torneios ITF de US$ 25k em Mérida e consegue boas campanhas em simples, sendo finalista no primeiro e semifinalista no segundo, obtendo o seu melhor ranking da WTA e tornando-se a tenista nº 2 do Brasil no ranking WTA atrás apenas de Teliana Pereira.

### 2015: Primeiro título no WTA Tour em duplas, contusão e fim precoce da temporada

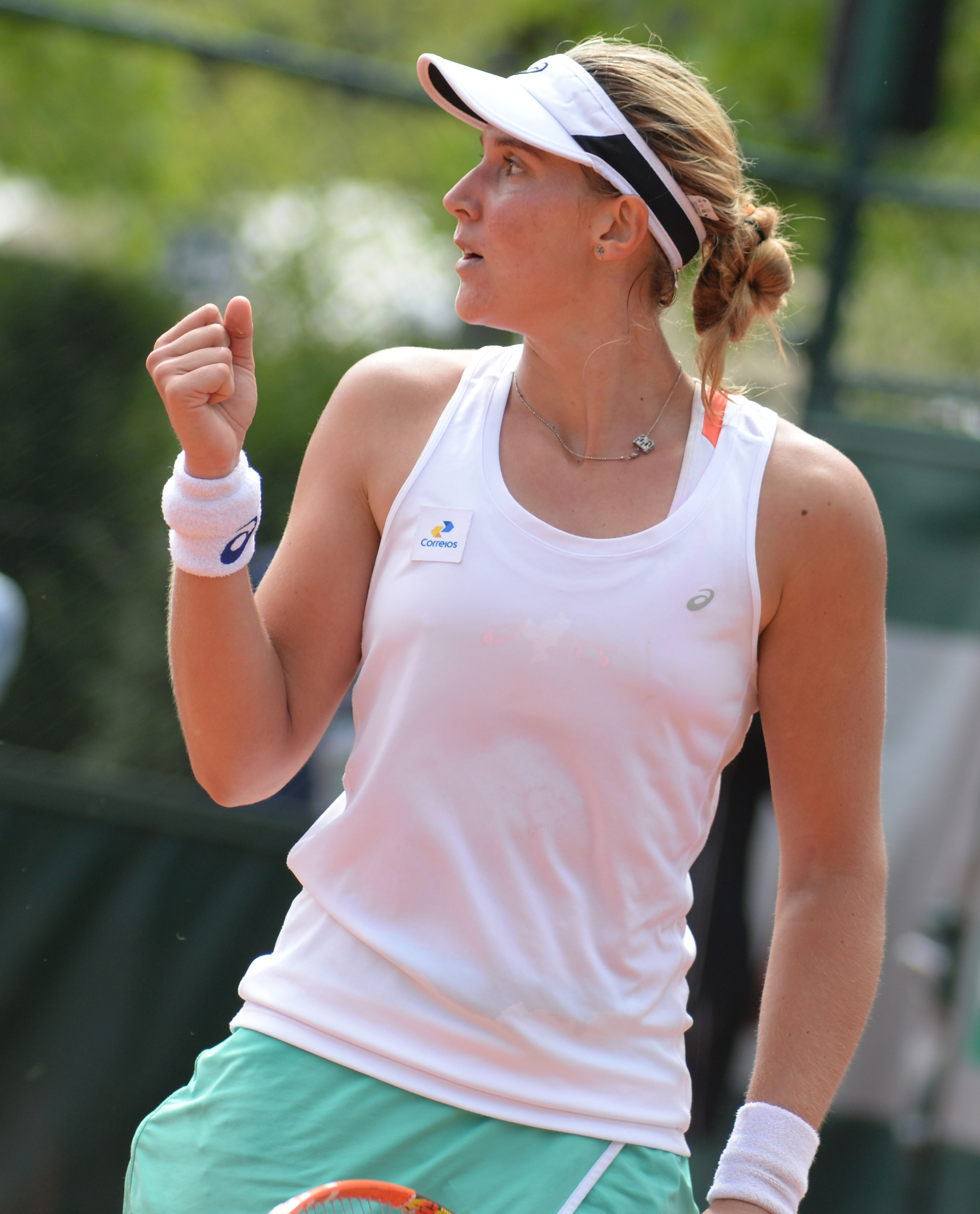
Beatriz Haddad Maia em 2015.

O ano começa com Bia sendo convocada para, pela terceira vez, para fazer parte da equipe brasileira da Fed Cup, para disputar o Zonal Americano I em San Luis Potosí, no México. A equipe brasileira bateu as do Chile e da Colômbia mas em seguida perdeu para a equipe do Paraguai, ficando fora do playoff do Grupo Mundial II.
Em fevereiro, Bia tem uma inesperada grande atuação no Rio Open. Com apenas 18 anos e o ranking de 234 do mundo, derrota duas adversárias com ranking superior, inclusive a top 100 Polona Hercog e, nas quartas-de-final, enfrentando a nº 16 do mundo Sara Errani, chega a ter 3 match-points, perdendo posteriormente. Essa participação no Rio Open 2015 levou Bia pela primeira vez em sua carreira até a fase de quartas de final de um torneio de nível WTA em uma chave de simples.
Em abril, disputando a Copa Colsanitas, conquista seu primeiro título de WTA nas duplas, ao lado da compatriota Paula Gonçalves. Além disso, atinge seu melhor ranking de simples na carreira, o posto de 168ª do mundo.
Convocada para o Pan de Toronto como principal jogadora da equipe feminina brasileira, sente a volta da contusão no ombro que sofrera em Campinas em 2013 e, por decisão da chefia da delegação, não pode disputar a medalha de bronze em duplas ao lado de Paula Gonçalves. Como consequência da contusão, sofre intervenção cirúrgica que a afasta das quadras pelo resto da temporada, além de ter terminado a parceria com o técnico Marcus Vinícius Barbosa, o Bocão. Finalizou 2015 como nº 198 no ranking da WTA.

### 2016: Alguns títulos no Circuito ITF e Top 170
A temporada teve início para Bia no torneio ITF de US$ 25k do Guarujá, onde conquistou o título de duplas, novamente ao lado de Paula Gonçalves. Nas simples, é derrotada pela romena Sorana Cîrstea nas semifinais. Atinge também as semifinais do ITF de US$ 25k de Bertioga.
É convocada novamente para a Fed Cup, em Santa Cruz de la Sierra, Bolívia, onde apesar de alguns bons resultados iniciais a equipe não consegue a classificação. Recebe convite ("wild card") para o Rio Open mas é derrotada novamente por Sorana Cîrstea na primeira rodada em dois sets diretos.
Em março, recebe outro "wild card" para a chave principal do Miami Open, no qual é derrotada pela compatriota Teliana Pereira, então 50 do mundo, na primeira rodada.
Compete na temporada de saibro européia a partir de abril. Entra no ITF de US$ 100k de Cagnes-sur-Mer como "lucky loser" e é derrotada por Kateryna Kozlova na primeira rodada em dois sets. Na qualificatória de Roland Garros, atinge a segunda rodada onde é eliminada. Bia permanece na Europa para participar dos torneios ITFs de Grado (US$ 25k), Brescia (US$ 50k), Padova (US$ 25k) e Brauschweig (US$ 25k). nos quais chega à segunda rodada.Sofre derrota na primeira rodada da qualificatória do US Open para Shuko Aoyama em dois sets. Fura o quali do ITF de US$ 100k de  Biarritz, mas tomba novamente face a Sorana Cîrstea na primeira rodada. Chega à segunda rodada no ITF de Saint-Malo, às quartas em Clermont-Ferrand e alcança a final do ITF de US$ 25k de Santa Margherita di Pula na qual foi superada por Martina Trevisan em dois sets.
Em novembro, nos Estados Unidos, conquista o título do ITF de US$ 50k de Scottsdale e, na semana seguinte, repete a façanha ao vencer o ITF 50 000 de Waco, seus maiores feitos até então.
Bia termina a temporada como 170 do mundo, após ter subido quase 200 posições em relação ao ranking de 18 de julho de 2016, no qual se encontrava na 367ª posição.

### 2017: Estreia no top 100

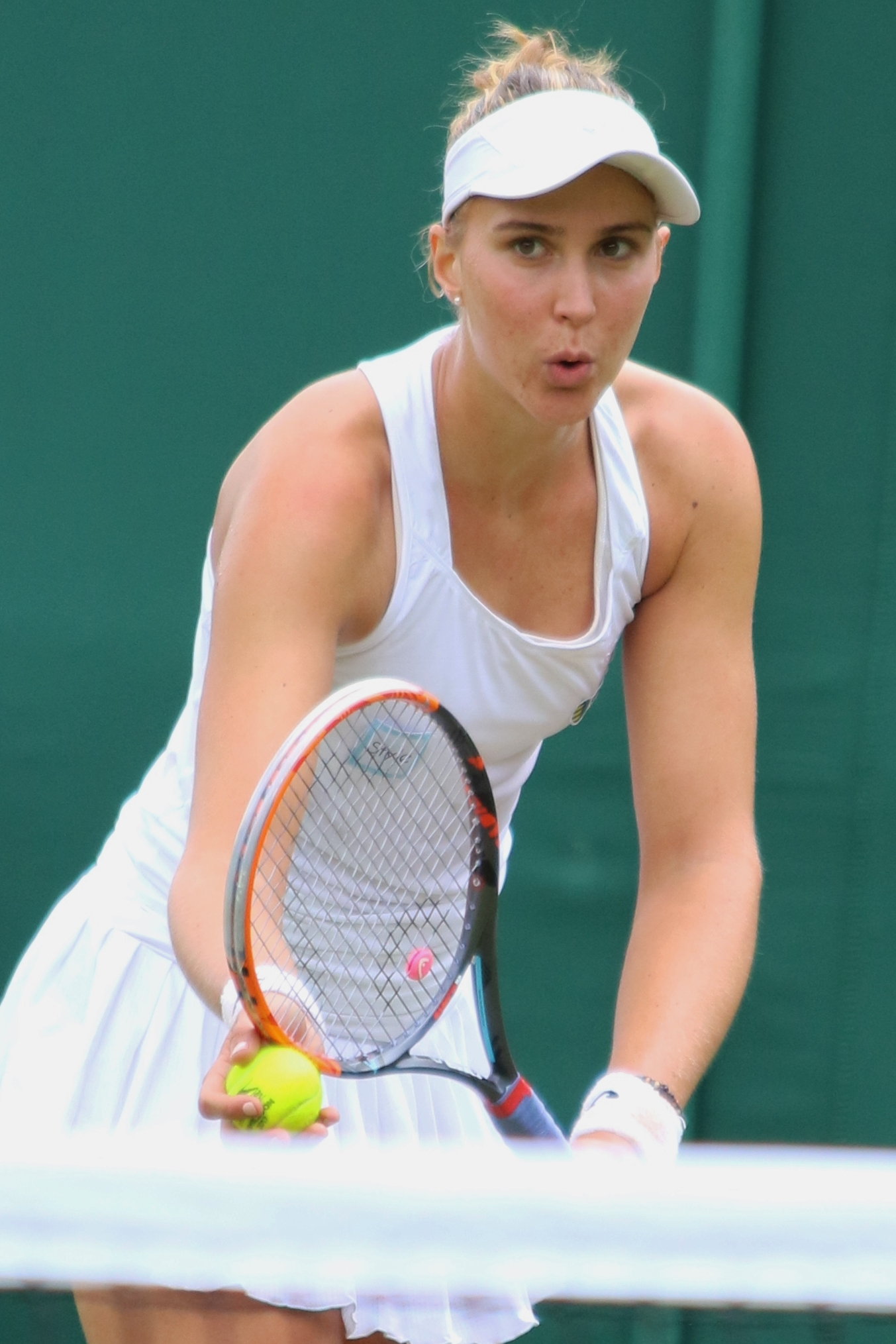
Bia em Wimbledon, em 2017.

Recuperada de lesão sofrida em acidente doméstico em dezembro, inicia, em fevereiro, a temporada na Austrália. Conquista um torneio ITF de US$ 25k, o "Clare Valley Tennis International" tanto em simples quanto em duplas.
Joga os WTAs de Monterrey e Bogotá. No primeiro, cai na última rodada da qualificatória. Na capital colombiana, passa pelas rodadas qualificatórias em simples, mas cai na primeira rodada da chave principal contra Verónica Cepede Royg. Já nas duplas, repete o feito de 2015, e conquista seu segundo título em nível WTA, agora ao lado da argentina Nadia Podoroska.
Na temporada europeia de saibro, torna-se a primeira tenista brasileira a vencer uma top 20 desde 1989, após derrotar a décima-nona colocada Samantha Stosur nas oitavas de final do Aberto de Praga. Na semana seguinte, conquista, sem perder nenhum set, o maior torneio de sua carreira até então, Open de Cagnes-sur-Mer, um torneio ITF de US$ 100k. Com o resultado, alcança a centésima posição do ranking pela primeira vez. Consegue superar as etapas qualificatórias em Roland Garros. Em sua primeira participação em chaves principais de um Grand Slam, Haddad Maia  é derrotada pela russa Elena Vesnina, então n°15 do mundo.
Entra direto na chave principal em Wimbledon e conquista a primeira vitória em Grand Slam ao bater, na primeira rodada, Laura Robson em sets diretos, interrompendo sequência de 28 anos sem vitórias do tênis feminino brasileiro na chave principal do Grand Slam britânico, e repetindo o feito de Gisele Miró, que conseguira passar para a segunda rodada em 1989. No confronto seguinte, acaba derrotada contra a romena Simona Halep, então n°2 do mundo.
No US Open é eliminada na primeira rodada de simples pela croata Donna Vekić, 52ª do mundo, em sets diretos. No Korea Open, pela primeira vez na carreira, chega à final de simples de um torneio WTA, sendo derrotada na disputa do título pela top 10 e campeã de Roland Garros Jeļena Ostapenko em jogo de três sets. É também a primeira vez desde 1983 que uma brasileira alcança uma final de torneio WTA fora do saibro. Com esse resultado a tenista chega entre as 60 melhores tenistas do mundo, 58ª em 25/09/2017.

### 2018: Primeira vitória em simples e terceira rodada em duplas no Australian Open
O ano começou com inédita vitória na primeira rodada de simples do Australian Open sendo a primeira vitória desde 1965 de uma brasileira em um inicio de aberto profissional, vencendo a australiana Lizette Cabrera [en] por 7-6(3) e 6-4. Foi derrotada na segunda rodada de simples por Karolína Plíšková por duplo 6/1. Nas duplas Bia e a romena Sorana Cîrstea derrotaram na estreia a dupla russa Veronika Kudermetova e bielorrussa Aryna Sabalenka vencem por duplo 6/2. Na segunda rodada derrotaram a dupla polonesa-americana Alicja Rosolska e Abigail Spears por 2 sets a 1, parciais de 4-6 e duplo 6-3. Na terceira rodada foram eliminadas pela dupla tcheca formada por Lucie Šafářová e Barbora Strýcová.

### 2019–2020: Suspensão por doping e sentença favorável

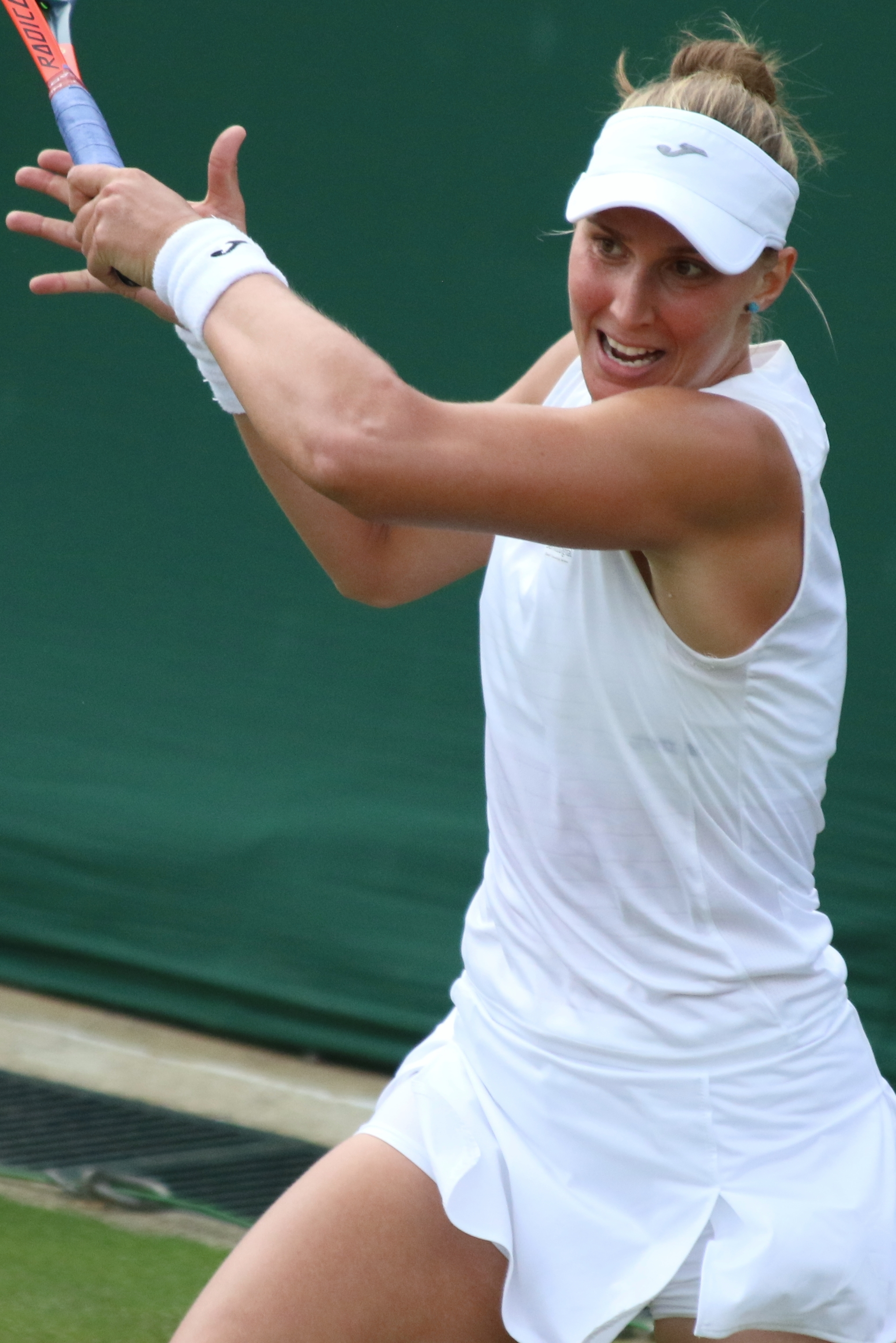
Bia em Wimbledon, 2019.

Em fevereiro de 2019, jogando em Acapulco, vence a nº 4 do mundo Sloane Stephens, tornando-se a primeira brasileira a vencer uma top 4 desde a profissionalização do tênis, em 1969 - a maior vitória de uma brasileira na Era Aberta. Em Wimbledon do mesmo ano, derrota a ex-campeã do torneio em 2017, e cabeça de chave 26, Garbiñe Muguruza, em sets diretos.
No final de julho, é suspensa provisoriamente pela ITF após testar positivo no controle de antidoping para dois anabolizantes sintéticos - o SARM S-22 e o SARM LGD-4033. O exame foi feito no começo de junho, enquanto ela disputava o Bol Ladies Open.
Em fevereiro, a ITF lançou o veredicto, compreendendo que o suplemento ingerido foi contaminado. Definiu a suspensão por dez meses, já considerando o tempo que estava afastada. O relatório da federação não a eximiu de responsabilidades, citando o caso de outros três tenistas brasileiros que já se encontraram em situação semelhante: Marcelo Demoliner, Thomaz Bellucci e Igor Marcondes. Livrou-se de uma pena maior, que poderia ir de dois a quatro anos. Bia estaria livre para voltar em 22 de maio de 2020, véspera do Torneio de Roland Garros. Contudo, sem ranking - despencou para o 1342° lugar na inatividade - ela não pôde disputar o Grand Slam francês, tendo que recomeçar em torneios pequenos.
Devido à pandemia de COVID-19, que paralisou atividades esportivas por meses, ela retornou aos jogos em setembro de 2020, no ITF de Montemor-O-Novo, em Portugal, no qual venceu  Jodie Burrage na final por dois sets diretos. Depois de vencer esse e mais três torneios portugueses, em Figueira da Foz, Santarém e Funchal, todos em quadra dura, Haddad descobriu um encondroma ao diagnosticar uma lesão na mão, passando por uma cirurgia que encerrou sua temporada.

### 2021: De volta ao top 100
Ao longo de 2021, Haddad venceu cinco torneios da ITF: os W25 de Villa María e Córdova na Argentina em abril, o W25 de Montemor-o-Novo em Portugal em junho e os W60 de Collonge-Bellerive e de Montreux na Suíça em setembro.
Bia também voltou às top 100 do ranking da WTA após uma surpreendente campanha em Indian Wells em outubro, onde apesar de perder na qualificatória para Usue Maitane Arconada [en], recebeu um lugar na chave principal após a desistência de Nadia Podoroska. Após derrotar Mayar Sherif na segunda rodada em dois sets diretos, venceu a primeira cabeça de chave e terceira do mundo Karolína Plíšková e avançou para a quarta rodada, onde perdeu para Anett Kontaveit.

### 2022: Finais de Grand Slam e Master 1000, Top 15

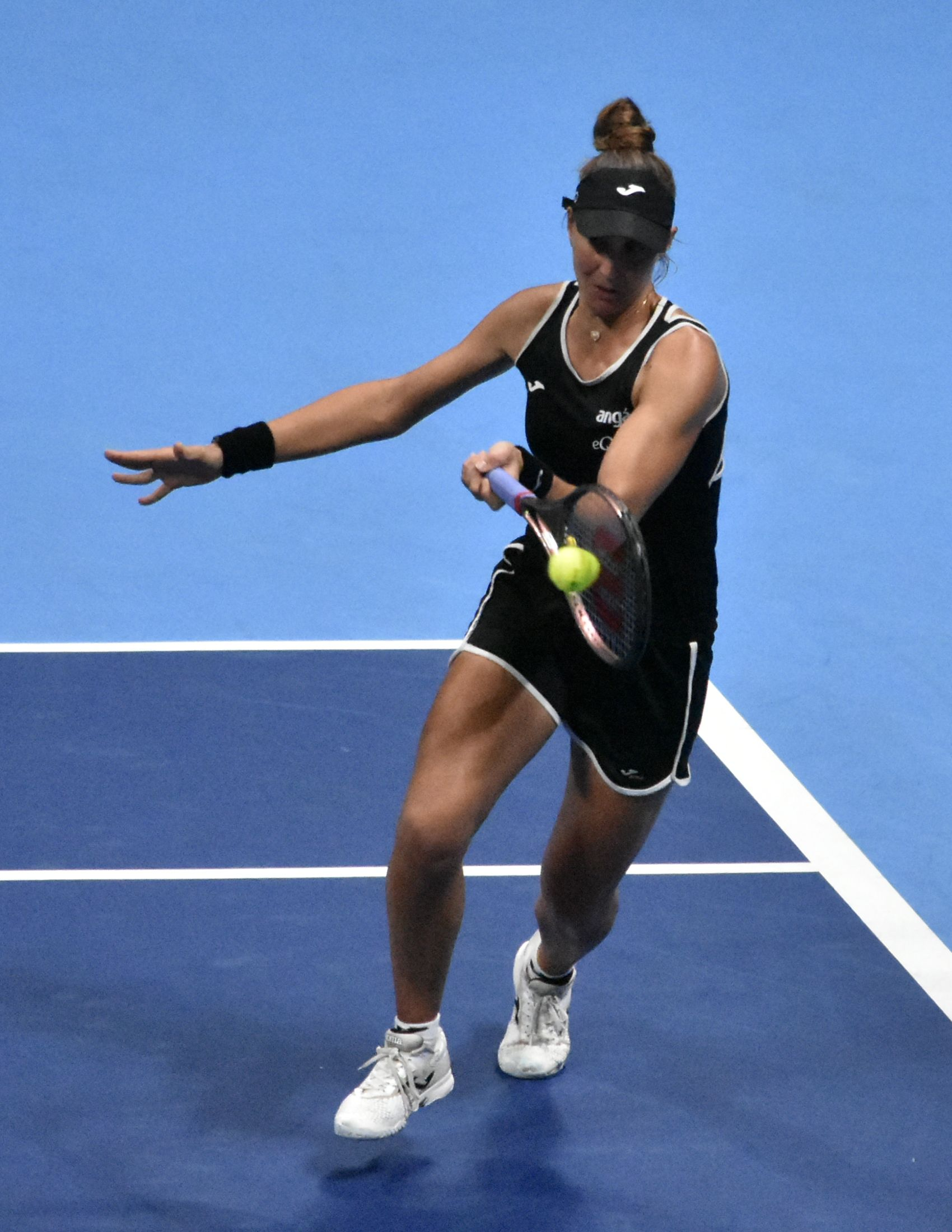
Bia no Pan Pacific Open de 2022.

Haddad Maia planejava jogar o Australian Open de 2022 com Nadia Podoroska, até a argentina desistir com uma lesão abdominal. Precisando de uma parceira entre as 70 melhores do mundo, busca a cazaque Anna Danilina, que Haddad conhecera na final da Copa Gerdau dez anos antes; Danilina aceita apesar de estar jogando um torneio na Tunísia no momento do convite. A dupla vence o primeiro torneio que disputou, o Torneio de Sydney, que precede o Grand Slam. Derrotada na segunda rodada de simples, Haddad Maia chega, junto de Danilina, à final em duplas, no melhor desempenho de uma brasileira no torneio desde Maria Esther Bueno em 1965; Haddad Maia tornou-se a terceira brasileira finalista de Grand Slam, depois de Bueno e Cláudia Monteiro. Em uma final acirrada contra a dupla número um do mundo Barbora Krejcíková e Katerina Siniaková, Haddad e Danilina venceram o primeiro set, mas perderam de virada. Os pontos dos dois torneios fizeram Bia disparar no ranking de duplas, subindo de 483ª para 40ª.
O sucesso fez Bia decidir jogar mais duplas com Danilina, mesmo que dando precedência à sua carreira de simples. Depois de desistir do WTA de Dubai por contrair COVID-19, voltou no WTA de Doha. O melhor torneio de Bia após a Austrália foi o Monterrey Open, chegando até a semifinal antes de perder para a eventual campeã Leylah Fernandez.
Em abril, Bia disputa sua sexta Billie Jean King Cup, dessa vez realizada em Salinas no Equador. Com vitórias contra a Guatemala, a Argentina e o Chile, a equipe brasileira vence o "Zonal Americano I" e classifica-se para disputar os play-offs do torneio. Disputados em novembro de 2022, a equipe brasileira, contando com vitórias de Haddad Maia contra as argentinas Nadia Podoroska e María Carlé, vence o qualificatório para disputar as finais de 2023.
Em maio de 2022, Beatriz Haddad Maia conquista seu primeiro título no circuito de challengers da WTA, o L'Open 35 de Saint-Malo, ao vencer a russa Anna Blinkova na final em sets diretos. No torneio seguinte do circuito em Paris, é campeã de duplas ao lado da francesa Kristina Mladenovic, e vice-campeã de simples ao perder a final para a americana Claire Liu [en]. Os resultados a fizeram subir para o 49º lugar de simples, a primeira brasileira nas 50 melhores desde Teliana Pereira em 2015. Em Roland-Garros, Bia vence pelo menos um jogo em três modalidades, chegando à segunda rodada nas simples e duplas - junto de Danilina - e as quartas-de-final nas duplas mistas, junto de Bruno Soares.
Em 12 de Junho conquista seu maior título de simples, o Nottingham Open superando a americana Alison Riske na final. Torna-se a primeira brasileira a vencer um torneio em quadras de grama desde Maria Esther Bueno. No mesmo dia, vence também a final de duplas ao lado da chinesa Zhang Shuai alcançando o melhor ranking da carreira em duplas, número 26. Shuai foi a adversária na final do torneio seguinte, o Birmingham Classic, onde a chinesa desistiu por lesão, permitindo Bia a chegar ao seu segundo título de simples da WTA e garantindo a ela o melhor ranking da carreira: número 29 do mundo, igualando o recorde de Bueno na era aberta. Quando vence na segunda rodada do Eastbourne International, Bia alcançou 12 vitórias na grama, a sequência mais longa desde que Serena Williams teve 20 seguidas entre os torneios de 2015 e 2018 de Wimbledon. Na semifinal de Eastbourne  é derrotada por Petra Kvitova e chega o melhor ranking da carreira (25º). Apesar do bom precedente na temporada de grama, em Wimbledon caiu na primeira rodada, enquanto chegou na terceira nas duplas ao lado de Magdalena Fręch.
Em agosto de 2022, sendo 24ª do ranking da WTA, chega à final de seu primeiro WTA 1000 no Aberto do Canadá, com uma sequência de vitórias que inclui a primeira de uma brasileira sobre a líder do ranking, contra a polonesa Iga Swiatek, além de também vencer a finalista do US Open Leylah Fernandez, a campeã olímpica Belinda Bencic e pela segunda vez Karolína Plíšková. Na final, no dia 14 de agosto, é superada por Halep em jogo de três sets, terminando com o vice-campeonato. Com essa campanha ela entra no top 20 do ranking em simples, chegando na 15ª posição, a melhor de sua carreira até então.  No US Open, após vitória expressiva de duplo 6-0 contra Ana Konjuh, caiu na segunda rodada para Bianca Andreescu.
No Guadalajara Open que encerra a temporada de WTA 1000 em outubro, Haddad caiu já na estreia em simples, mas junto de Danilina alcançou a decisão de duplas após bater Krejcikova e Siniakova na semifinal. A vitória também garantiu à dupla a última vaga do WTA Finals no mês seguinte, fazendo de Haddad a primeira brasileira a se classificar na história do torneio. Apesar de perder uma final acirrada em três sets para Luisa Stefani e Storm Sanders, o resultado impulsionou Haddad entre as 15 melhores no ranking de duplas da WTA. Após o WTA Finals, onde caiu na primeira fase com apenas uma vitória sobre Gabriela Dabrowski e Giuliana Olmos, Haddad fechou o ano com o 12° lugar no ranking de duplas.
Bia terminou 2022 como uma das personalidades brasileiras com menos de 30 anos de idade mais promissoras segundo eleição da revista Forbes.

### 2023: Melhores rankings e campanhas em Grand Slams da carreira

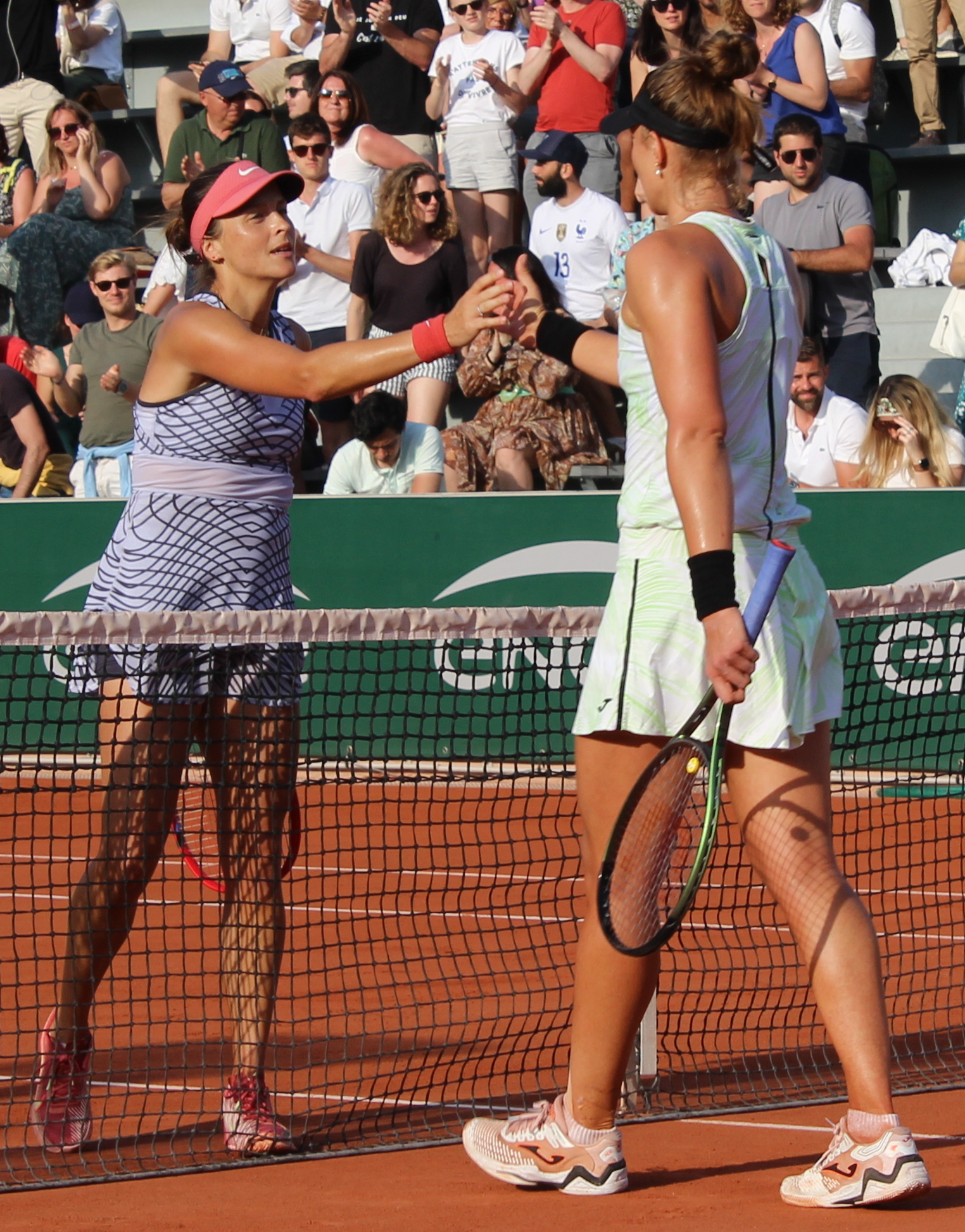
Tatjana Maria cumprimenta Bia após o jogo da primeira rodada em Roland Garros.

Em janeiro, a posição de 14ª no ranking foi alcançada depois de Bia chegar as quartas de final do Adelaide International 2, onde perdeu para Paula Badosa em dois sets muito equilibrados. Bia não repetiu seu sucesso do ano anterior no Australian Open, caindo na primeira rodada de simples para Nuria Párrizas Díaz [en] em sets diretos, apesar de ser cabeça de chave. Nas duplas, depois de uma estreia impressionante, com a chinesa Zhang Shuai quando venceram um jogo de virada contra a canadense Leylah Fernandez e a americana Bethanie Mattek-Sands em três sets, depois de estarem perdendo o segundo, perderam na rodada seguinte para a dupla tcheca formada por Marketa Vondrousova e Miriam Kolodziejová [en] também em jogo de três sets, perdendo nove match points no game decisivo.
Em janeiro, a posição de 14ª no ranking foi alcançada depois de Bia chegar as quartas de final do Adelaide International 2, onde perdeu para Paula Badosa em dois sets muito equilibrados. Bia não repetiu seu sucesso do ano anterior no Australian Open, caindo na primeira rodada de simples para Nuria Párrizas Díaz [en] em sets diretos, apesar de ser cabeça de chave. Nas duplas, depois de uma estreia impressionante, com a chinesa Zhang Shuai quando venceram um jogo de virada contra a canadense Leylah Fernandez e a americana Bethanie Mattek-Sands em três sets, depois de estarem perdendo o segundo, perderam na rodada seguinte para a dupla tcheca formada por Marketa Vondrousova e Miriam Kolodziejová [en] também em jogo de três sets, perdendo nove match points no game decisivo.
Em fevereiro, no Abu Dhabi Open, ela chegou às quartas de final após mais de 3 horas de batalha com Yulia Putintseva, em uma partida de três sets com dois "tiebreaks". Em seguida, ela chegou às semifinais, derrotando a terceira cabeça de chave e jogadora do top 10 Elena Rybakina registrando uma sequência de seis vitórias consecutivas contra as 10 melhores jogadoras do ranking. Na semifinal Bia sentiu o desgaste dos jogos anteriores e perdeu para o jogo sólido da campeã olímpica e n° 9 do mundo Belinda Bencic em dois sets diretos. Com isso, em 13 de fevereiro de 2023 Bia Haddad foi apresentada como a 12ª no ranking da WTA.
Em março, ao lado de Laura Siegemund, chegou à sua segunda final de WTA 1000 de duplas em Indian Wells, perdendo para Barbora Krejčíková e Kateřina Siniaková.
A temporada em quadras de saibro começou para Bia em abril, onde teve um desempenho irregular em Stuttgart, sendo derrotada nas quartas de final por Ons Jabeur de forma contundente em sets diretos. E fez uma autocrítica afirmando que não havia sido competitiva o suficiente. Em seguida ainda em abril, na Billie Jean King Cup contra a equipe da Alemanha, venceu o primeiro jogo e perdeu o segundo num desempenho apenas discreto.
Já no início de maio, no Madrid Open, Bia chega à sua terceira final de WTA 1000 em duplas ao lado de Victoria Azarenka. Lá, obteve seu primeiro título de WTA 1000 ao derrotar na final a dupla americana Coco Gauff e Jessica Pegula em sets diretos. A dupla deu tão certo que foi criado o match "BIARENKA". Com este resultado, Bia entrou pela primeira vez no top 10 mundial de duplas, sendo a 3ª brasileira na história a entrar no top 10 do ranking da WTA, após Maria Esther Bueno e Luisa Stefani. Apesar do sucesso, por motivos ainda não esclarecidos, as duas duplas finalistas foram impedidas de fazer a costumeira entrevista pós jogo final, o que gerou grande impacto na mídia.
No WTA 1000 seguinte, o Internacional da Itália, ambas começaram bem e chegaram à terceira rodada em duplas depois de ficarem de "bye" na primeira, quando Azarenka sofreu uma contusão na perna direita e foi forçada a se retirar do torneio. O principal resultado, porém, foi obtido em simples: Bia derrotou  Elena-Gabriela Ruse, a cabeça de chave 17 Magda Linette e Camila Osorio para chegar às quartas de final, obtendo seu melhor resultado no ano até o momento. O jogo das quartas contra Anhelina Kalinina foi épico, durou 3h e 41min, com direito a muitas viradas de ambas as partes, no final, Kalinina prevaleceu nessa longa "maratona". Ainda no primeiro set desse jogo, Bia Haddad sentiu uma lesão na perna esquerda, o que acabou limitando sua movimentação em momentos decisivos do jogo.
Em Roland Garros ela chegou à terceira rodada pela primeira vez em um Grand Slam, derrotando Tatjana Maria em sets diretos na primeira rodada e  Diana Shnaider num jogo de três sets na segunda. Bia continuou sua campanha vencendo Ekaterina Alexandrova na terceira rodada também em três sets, e Sara Sorribes Tormo na oitava de final, mais uma vez em três sets, no terceiro jogo mais longo do feminino na história de Roland Garros. Já na quarta de final, surpreendeu a número sete do mundo Ons Jabeur vencendo de virada em mais um jogo de três sets, entrando para a história, tornando-se primeira brasileira na semifinal de um torneio do Grand Slam na "Era Aberta", e a primeira no geral desde Maria Esther Bueno no US Open de 1968. Na semifinal diante da número um do mundo Iga Świątek, depois de ter perdido o primeiro set, Bia sustentou um bom jogo no segundo, levando-o para o "tiebreak", onde Świątek confirmou seu favoritismo e venceu o jogo em dois sets. Com isso, Bia chegou ao posto de nº 10 do mundo, entrando pela primeira vez no top 10 mundial em simples. Essa semifinal foi, na época, a maior audiência de um jogo feminino de tênis da história da TV paga brasileira e o melhor resultado de audiência do tênis em geral desde 2012. Mais de 1,4 milhão de pessoas passaram pelo SporTV 3 que, com a transmissão dessa partida, bateu sua melhor audiência desde os jogos olímpicos de Tóquio 2020.
Bia viajou para a Inglaterra em junho para começar a temporada de grama. Em Nottingham, de forma surpreendente, com a desistência de Lesia Tsurenko que seria sua adversária, Bia, que defendia o título do ano anterior, enfrentou outra ucraniana, a "lucky loser" da qualificatória e número 157 do ranking  Daria Snigur, para quem perdeu em sets diretos, sendo eliminada do torneio na primeira rodada. Bia anunciou que sofreu uma contusão no joelho durante a partida que jogou em Nottingham, e optou por não participar do torneio de Birmingham para tentar estar apta para o WTA 500 de Eastbourne, e em forma para Wimbledon. Em Eastbourne, Bia passou pela primeira rodada num jogo equilibrado de três sets contra Marie Bouzková, e na segunda rodada, diante de Petra Martic, voltou a sentir a lesão e abandonou a partida. Em Wimbledon, Bia passou por Yulia Putintseva na primeira rodada em um jogo de três sets de virada, e na segunda, novamente em um jogo de três sets de virada, venceu  Jaqueline Cristian, chegando à terceira rodada, sua melhor campanha nesse torneio até então. Na terceira rodada, venceu Sorana Cirstea em sets diretos (6–2, 6–2), passando às oitavas de final, algo que apenas Maria Esther Bueno conseguiu fazer no tênis feminino brasileiro. No jogo das oitavas de final contra Elena Rybakina, Bia sentiu uma lesão na região lombar logo no início do jogo e teve que desistir.
De volta às quadras duras na América do Norte, em Montreal, Bia venceu bem a primeira rodada passando por Magdalena Fręch em sets diretos, mas perdeu na segunda para Leylah Fernandez em jogo de três sets. No seu torneio seguinte em Cincinnati, Bia perdeu na primeira rodada para Karolína Muchová em outro jogo de três sets e quase três horas. Poucas horas depois, no mesmo torneio, em dupla com Victoria Azarenka elas perderam o jogo de estreia para a dupla americana  Peyton Stearns e  Emma Navarro em sets diretos. No US Open, Bia mais uma vez, não passou da segunda rodada. Apesar de ter vencido a campeã de 2017, Sloane Stephens, num longo jogo de três sets na primeira rodada, perdeu na rodada seguinte para a 132ª do mundo Taylor Townsend, que vem retomando a carreira depois da gravidez, em sets diretos. Nas duplas, reeditando a parceria com Azarenka, chegou às quartas de final, onde perderam para a dupla 12ª cabeça de chave, Laura Siegemund e Vera Zvonareva em jogo de três sets de mais de três horas de duração. No torneio seguinte em San Diego, Bia venceu Leylah Fernandez na primeira rodada e Marta Kostyuk na segunda, ambos os jogos decididos em três sets, chegando às quartas de final, onde perdeu para Barbora Krejčíková em sets diretos. No que seria seu próximo torneio em Guadalajara, Bia sofreu um acidente doméstico inusitado no hotel no mesmo dia de sua estreia quando a porta de seu chuveiro estourou, causando cortes nas mãos e forçando-a a abandonar o torneio e retornar ao Brasil para tratamento e recuperação.
Ao retornar ao circuito para a temporada asiática no Aberto da China, Bia foi eliminada na primeira rodada da chave de simples por Jasmine Paolini em jogo de três sets e quase três horas, cheio de reviravoltas. Na chave de duplas, em parceria com Veronika Kudermetova, ela teve um melhor desempenho. Elas venceram a dupla Anna Danilina / Alexandra Panova na primeira rodada, a dupla Nadiia Kichenok / Monica Niculescu na segunda, mas nas quartas de final, perderam para a dupla Magda Linette / Peyton Stearns em jogo disputado de três sets. Seu próximo compromisso foi no Jiangxi Open no qual perdeu para Nao Hibino na primeira rodada em sets diretos. Como uma das 20 melhores do ranking se qualificou para o WTA Elite Trophy, onde Bia teve seu melhor desempenho na temporada,  conquistando as duas chaves sem perder nenhum set durante o torneio, vencendo a final de simples sobre a favorita local Zheng Qinwen em sets diretos porém de extremo equilíbrio, sendo ambos decididos no "tiebreak", e pouco depois, junto de Kudermetova, venceu a final de duplas contra Miyu Kato [en] e Aldila Sutjiadi [en] também em sets diretos. Os pontos do Elite Trophy fizeram Haddad fechar o ano no 11° lugar no ranking de simples da WTA.
Bia encerrou a temporada disputando a segunda e terceira partidas das quatro do confronto entre o Time Brasil e a equipe da Coréia do Sul, no mês de novembro em Brasília, válido pela fase dos play-offs da Billie Jean King Cup. Beatriz enfrentou primeiro Yeonwoo Ku [en], 505ª do ranking de simples da WTA na época e venceu em sets diretos. No dia seguinte, enfrentou Sohyun Park [en] e também venceu em sets diretos. O time Brasil saiu vitorioso do confronto diante das coreanas, não tendo perdido uma partida sequer.
Em dezembro, Bia foi eleita e premiada como a "Mulher do ano" na premiação do "Men of the year 2023" promovida pela revista GQ Brasil e figurou em uma das versões da capa da edição de dezembro/janeiro da revista, além de em uma matéria no interior da publicação. No mesmo mês, Bia foi eleita pelo Comitê Olímpico do Brasil a melhor tenista do Prêmio Brasil Olímpico pelo segundo ano consecutivo, além de finalista do troféu "Rei Pelé" de Melhor Atleta do Ano de 2023, que acabou sendo vencido pela ginasta Rebeca Andrade.  Um de seus pontos na primeira rodada do Hong Kong Tennis Open, contra a bielorrussa Aliaksandra Sasnovich, foi finalista da categoria Ponto do Ano da WTA.

### 2024: Melhor performance no Australian Open/US Open e titulo no WTA 500 de Seul
A primeira competição de Bia na temporada foi representando o Brasil na United Cup em Perth na Austrália, uma competição de equipes mistas por países. A evolução de Bia na temporada anterior foi decisiva para que o Brasil se classificasse pela segunda vez consecutiva para esse torneio. Apesar do desempenho da equipe não ter sido bom, sendo desclassificada ainda na fase de grupos, a número um brasileira foi a única a obter uma vitória para a equipe na partida de simples feminina contra Sara Sorribes Tormo em sets diretos. Ainda no giro australiano, Bia participou do Adelaide International. Na chave de simples ela não passou da estreia, quando perdeu para Anastasia Pavlyuchenkova em sets diretos. Já na chave de duplas, Bia formou uma parceria inédita com Taylor Townsend. A nova parceria foi vitoriosa de imediato, conquistando o título do torneio vencendo as francesas Caroline Garcia e Kristina Mladenovic por sets diretos na final. Em seguida, Bia entrou diretamente no Australian Open. Na chave de simples, como "cabeça de chave" N° 10, ela passou por Linda Fruhvirtová na primeira rodada em jogo de três sets, por Alina Korneeva [en] na segunda em sets diretos, marcando a primeira brasileira a passar da segunda rodada da Austrália desde Maria Esther Bueno, mas perdeu na terceira para  Maria Timofeeva em sets diretos. Já na chave de duplas, mantendo a parceria com Townsend e como cabeças de chave N° 8 chegaram até as oitavas de final, onde caíram para a dupla Cristina Bucșa / Alexandra Panova em sets diretos. Essa campanha no Australian Open recolocou Bia no top 20 do ranking de duplas da WTA ocupando a 20º posição, ganhando três colocações.
No torneio seguinte em Abu Dhabi, Bia decidiu se unir a Luisa Stefani como preparo para os Jogos Olímpicos de Verão de 2024, já que ambas têm o ranking para jogarem juntas o torneio de duplas e já levaram dois títulos da ITF em 2019. Bia alcançou as semifinais de ambas as chaves, mas após perder em simples para Daria Kasatkina em uma longa partida de mais de 3 horas, sentiu dores nas costas e desistiu do jogo em dupla no dia seguinte. Depois disso, seu desempenho caiu e ela foi eliminada na primeira rodada no Qatar Open, no Dubai Championships e no San Diego Open. Já no WTA 1000 de Indian Wells, depois de ficar de "bye" na primeira rodada, venceu Rebecca Šramková [en] na segunda em sets diretos mas perdeu para Anastasia Pavlyuchenkova na terceira em um longo jogo de três sets. Nas duplas, nesse mesmo torneio, em parceria com Taylor Townsend, ela chegou às quartas de final. Teve desempenho semelhante no Miami Open, ficando de "bye" na primeira rodada, venceu Diane Parry na segunda em jogo de três sets e perdeu na terceira para Katie Boulter em sets diretos. Na chave de duplas, ela e Townsend perderam na primeira rodada em jogo de três sets
Dando início à temporada em quadras de saibro, Bia recebeu um "wild card" para o WTA 500 de Charleston e entrou como 5ª cabeça de chave, ficando de "bye" na primeira rodada e mais uma vez, depois de vencer Caroline Dolehide na segunda, de madrugada, em sets diretos depois de uma reação no segundo set, na tarde daquele mesmo dia, perdeu na terceira (oitavas de final) para Veronika Kudermetova também em sets diretos. Em seguida, participou com o Time Brasil da Copa Billie Jean King na qual perdeu seu primeiro jogo para Laura Siegmund e venceu o segundo contra Anna-Lena Friedsam do Time Alemanha na fase de qualificatórias. Seu desempenho melhorou bastante no Aberto de Madri, no qual, depois de passar por Sara Errani, Emma Navarro e a cabeça de chave N° 5 Maria Sakkari, todos esses jogos em sets diretos, chegou às quartas de final, onde acabou perdendo para a N° 1 do mundo Iga Swiatek em jogo de três sets, depois de ter vencido o primeiro de virada. Na chave de duplas em Madri, Bia tentou defender os pontos do título da temporada anterior obtido com Victoria Azarenka. Para tal, fez parceria com Ingrid Gamarra Martins, mas elas perderam na primeira rodada para a dupla cabeça de chave N° 8, e eventuais campeãs, Cristina Bucșa / Sara Sorribes Tormo em jogo de três sets. Como cabeça de chave N° 12 no Aberto de Roma, ela venceu seu jogo de estreia contra Wang Xinyu em jogo de três sets, mas na rodada seguinte, perdeu para a cabeça de chave N° 18, Madison Keys, também em jogo de três sets. Em seguida, como cabeça de chave N° 2 no Internationaux de Strasbourg, passou por Emma Navarro em seu jogo de estreia em sets diretos, porém equilibrados, mas no jogo seguinte, perdeu para a cabeça de chave N° 5, Liudmila Samsonova, em contundentes sets diretos, com um 0–6 no segundo. No Aberto da França, como cabeça de chave N° 13, ela perdeu na primeira rodada para a N° 51 do ranking, Elisabetta Cocciaretto, em jogo de três sets.
Bia começou a temporada em quadras de grama pelo Berlim Ladies Open, no qual perdeu para Ekaterina Alexandrova na primeira rodada em sets diretos. Na sequência participou do Bad Homburg Open, no qual, como cabeça de chave N° 4, passou pela "lucky loser" da qualificatória, Tamara Korpatsch [en] em sets diretos, apesar do segundo ter sido decidido num "tiebreak" muito equilibrado. Na partida seguinte no entanto, foi eliminada pela N° 66 do ranking, Anna Blinkova, em sets diretos. Em seguida, participou do Torneio de Wimbledon, no qual, como cabeça de chave N° 20, venceu Magdalena Fręch, na primeira rodada, em sets diretos, Camila Osorio na segunda quando a adversária foi forçada a desistir no início da partida por contusão, mas na terceira rodada, enfrentou a cabeça de chave N° 11, Danielle Collins, jogo que perdeu em sets diretos.
De volta às quadras de saibro, Bia participou dos Jogos Olímpicos no mesmo Stade Roland Garros do Aberto da França, onde venceu Varvara Gracheva na primeira rodada em jogo de três sets, sendo esta a primeira vitória de uma brasileira na chave simples em Olimpíadas em 38 anos, mas  perdeu para Anna Karolína Schmiedlová na segunda em sets diretos. Na chave de duplas, em parceria com Luisa Stefani, elas venceram a dupla chinesa Yuan Yue / Zhang Shuai na primeira rodada em sets diretos, mas perderam na segunda para a dupla britânica Katie Boulter / Heather Richardson [en], também em sets diretos.
Bia retornou às quadras duras na América do Norte pelo Aberto do Canadá, no qual passou por Marie Bouzková em um jogo de mais três horas, que venceu de virada e com um "tiebreak" no terceiro set. Na rodada seguinte no entanto, logo no início do jogo contra Katie Boulter, Bia sentiu a recorrente contusão nas costas e foi obrigada a abandonar a partida. Em seu próximo compromisso, Bia participou do Cincinnati Open, no qual, como cabeça de chave N° 17, enfrentou Anastasia Pavlyuchenkova em sua partida de estreia, na qual, depois de vencer o primeiro set, levou a virada e acabou perdendo em três sets. No WTA de Cleveland, onde foi a cabeça de chave número 1, Bia chegou à final, mas apesar de uma vitória folgada no primeiro set por 6-1, acabaria levando a virada de McCartney Kessler [en].
No US Open, Bia melhorou muito seu desempenho, chegando até as quartas de final, sendo essa a sua melhor campanha nesse Grand Slam, e a sua segunda mais relevante, perdendo apenas para a semifinal em Roland Garros, na França, em 2023. Entre as tenistas brasileiras na competição, Beatriz só fica abaixo de Maria Esther Bueno, campeã do Aberto dos Estados Unidos em 1959, 1963, 1964 e 1966. Quando chegou à terceira rodada, Bia quebrou um recorde que durava desde 1976, quando Maria Esther Bueno também chegou a essa etapa. Como cabeça de chave N° 22, sua campanha teve início vencendo Elina Avanesyan na primeira rodada, de virada em jogo de três sets, Sara Sorribes Tormo na segunda em sets diretos, a cabeça de chave N° 15, Anna Kalinskaya na terceira, também em sets diretos e a ex-número 1 do mundo, Caroline Wozniacki nas oitavas de final em outro jogo de três sets. Nas quartas de final, enfrentou Karolína Muchová, jogo que perdeu em sets diretos depois de sentir um mal estar no segundo set.
Bia deu início ao giro asiático com muito sucesso no Korea Open, no qual, como cabeça de chave N° 3, ficou de "bye" na primeira rodada. Em seu jogo de estreia, passou por Ajla Tomljanović, em seguida, nas quartas de final, passou por Polina Kudermetova [en], na semifinal, no mesmo dia, passou por Veronika Kudermetova, todos esses jogos sem perder nenhum set. Na final, enfrentou a cabeça de chave N° 1, Daria Kasatkina, e depois de perder o primeiro set de forma contundente, conseguiu a virada e venceu a partida em três sets de forma incontestável, conquistando seu primeiro título da temporada e também o primeiro em um WTA 500, este foi o segundo título mais importante da carreira de Bia nas chaves de simples. Seu próximo compromisso foi no China Open, no qual, como cabeça de chave N° 13, passou pela "wildcard" local Wei Sijia [en] em seu jogo de estreia, mas perdeu a partida seguinte para a cabeça de chave N° 18 Madison Keys em sets diretos. Na chave de duplas, em parceria com Laura Siegemund, chegaram até as quartas de final, jogo que perderam em três sets para a dupla cabeça de chave N° 5 e eventuais campeãs, Sara Errani / Jasmine Paolini. Logo em seguida, participou do Wuhan Open, onde, como cabeça de chave N° 9, conseguiu uma revanche sobre Madison Keys, vencendo-a na primeira rodada em sets diretos, na segunda rodada, passou por Veronika Kudermetova, também em sets diretos, mas perdeu na terceira para Magdalena Fręch, mais uma vez em sets diretos. Seu próximo compromisso foi o Ningbo Open, no qual, como cabeça de chave N° 6, conseguiu sua primeira vitória sobre Katie Boulter depois de três derrotas na temporada, em seu jogo de estreia. Na partida seguinte, enfrentou a cabeça de chave N° 8, Paula Badosa, jogo que perdeu em sets diretos. No torneio seguinte em Tóquio, como cabeça de chave  N° 2, enfrentou Bianca Andreescu em seu jogo de estreia, no qual sentiu novamente a recorrente contusão nas costas no início do jogo e precisou abandonar depois de perder os três primeiros games.
Bia encerrou a temporada participando da Billie Jean King Cup em São Paulo, na qual conseguiu ajudar a classificar o Brasil para os play-offs da BJK Cup do próximo ano. Depois disso anunciou que ia tirar quinze dias de férias para relaxar e cuidar do corpo. No início de dezembro Bia anunciou o acréscimo de mais duas pessoas em sua equipe: o técnico francês Maxime Tchoutakian (ex-treinador de Victoria Azarenka) e o fisioterapeuta brasileiro Fernandinho Fernandes (que vai manter as funções dele na seleção feminina de vôlei). O treinador Rafael Paciaroni e o fisioterapeuta Paulo Cerutti seguem trabalhando com Bia.

## Patrocínios
Para vestuário e calçados Bia foi patrocinada pela Joma desde a temporada de 2018 até a de 2023. A partir da temporada de 2024, passou a ser patrocinada pela Asics. Para as raquetes, Bia firmou patrocínio com a Wilson em 2020.
Além disso, Bia também fechou patrocínio com empresas de variados ramos, como por exemplo: a SMZTO desde 2021. E desde 2023 o banco Itaú, do qual é "embaixadora" tendo participado de campanhas institucionais, a seguradora Prudential, e conta com o apoio da Engie Brasil Energia nos eventos promovidos pela Confederação Brasileira de Tênis.
No fim de 2023, Bia fechou patrocínio com a empresa estadunidense do ramo de comércio de joias Tiffany & Co para que em 2024 ela utilize produtos da marca durante a disputa de torneios de Grand Slam e também nos Jogos Olímpicos de Verão de 2024, em Paris, na França.
Em Janeiro de 2024, Bia fechou patrocinio com a empresa de alimentação brasileira Bauducco. No mesmo mês, assinou com a Adcos, empresa brasileira do segmento de dermocosméticos e com a Chevrolet, empresa automobilística da General Motors. Em maio de 2024, Bia fechou parceria e passou a ser "embaixadora" da marca de cerveja Stella Artois.

## Melhores resultados por tipo de torneio

### Simples
- WTA 125: Título
- WTA 250: Título
- WTA 500: Título
- WTA 1000: Final
- Grand Slam: Semifinal

### Duplas
- WTA 125: Título
- WTA 250: Título
- WTA 500: Título
- WTA 1000: Título
- Grand Slam: Final

### Duplas Mistas
- Grand Slam: Quartas de final

## Finais

### Circuito WTA
| Nível                            | S   | D   | DM  |
| -------------------------------- | --- | --- | --- |
| Grand Slam                       | 0–0 | 0–1 | 0–0 |
| Fim de temporada                 | 1–0 | 1–0 | —   |
| Jogos Olímpicos                  | 0–0 | 0–0 | 0–0 |
| Premier M & Premier 5 / WTA 1000 | 0–1 | 0–2 | —   |
| Premier / WTA 500                | 1–0 | 2–0 | —   |
| International / WTA 250          | 2–0 | 2–0 | —   |

| Piso    | S   | D   | DM  |
| ------- | --- | --- | --- |
| duro    | 2–3 | 2–3 | 0–0 |
| saibro  | 0–0 | 2–0 | 0–0 |
| grama   | 2–0 | 1–0 | 0–0 |
| carpete | 0–0 | 0–0 | 0–0 |

#### Simples: 7 (4 títulos, 3 vices)
| Resultado | V–D | Data     | Torneio                 | País/cidade | Categoria        | Piso  | Adversária        | Placar                 |
| --------- | --- | -------- | ----------------------- | ----------- | ---------------- | ----- | ----------------- | ---------------------- |
| Perdeu    | 0–1 | Set 2017 | Hana Bank Korea Open    | Seul        | International    | Duro  | Jeļena Ostapenko  | 7–67–5, 1–6, 4–6       |
| Venceu    | 1–1 | Jun 2022 | Nottingham Open         | Nottingham  | WTA 250          | Grama | Alison Riske      | 6–4, 1–6, 6–3          |
| Venceu    | 2–1 | Jun 2022 | Birmingham Classic      | Birmingham  | WTA 250          | Grama | Zhang Shuai       | 5–4 ret.               |
| Perdeu    | 2–2 | Ago 2022 | WTA de Montreal/Toronto | Toronto     | WTA 1000         | Duro  | Simona Halep      | 3–6, 6–2, 3–6          |
| Venceu    | 3–2 | Out 2023 | WTA Elite Trophy        | Zhuhai      | Fim de temporada | Duro  | Zheng Qinwen      | 7–6 (13–11), 7–6 (7–4) |
| Perdeu    | 3–3 | Ago 2024 | Tennis in the Land      | Cleveland   | WTA 250          | Duro  | McCartney Kessler | 6–1, 1–6, 5–7          |
| Venceu    | 4–3 | Set 2024 | Hana Bank Korea Open    | Seul        | WTA 500          | Duro  | Daria Kasatkina   | 1–6, 6–4, 6–1          |

#### Duplas: 10 (7 títulos, 3 vices)
| Resultado | V–D | Data     | Torneio                | País/cidade  | Nível            | Piso   | Parceira             | Adversárias                           | Placar                     |
| --------- | --- | -------- | ---------------------- | ------------ | ---------------- | ------ | -------------------- | ------------------------------------- | -------------------------- |
| Venceu    | 1–0 | Abr 2015 | Copa Colsanitas        | Bogotá       | International    | saibro | Paula Gonçalves      | Irina Falconi Shelby Rogers           | 6–3, 3–6, [10–6]           |
| Venceu    | 2–0 | Abr 2017 | Copa Colsanitas        | Bogotá       | International    | saibro | Nadia Podoroska      | Verónica C. Royg Magda Linette        | 6–3, 7–67–4                |
| Venceu    | 3–0 | Jan 2022 | Sydney International   | Sydney       | WTA 500          | duro   | Anna Danilina        | Vivian Heisen Panna Udvardy           | 4–6, 7–5, [10–8]           |
| Perdeu    | 3–1 | Jan 2022 | Australian Open        | Melbourne    | Grand Slam       | duro   | Anna Danilina        | Barbora Krejčíková Kateřina Siniaková | 7–67-3, 4–6, 4–6           |
| Venceu    | 4–1 | Jun 2022 | Nottingham Open        | Nottingham   | WTA 250          | grama  | Zhang Shuai          | Caroline Dolehide Monica Niculescu    | 7–6(7–2), 6–3              |
| Perdeu    | 4-2 | Out 2022 | GDL Open               | Guadalajara  | WTA 1000         | duro   | Anna Danilina        | Storm Sanders Luisa Stefani           | 6–7(4–7), 7–6(7–2), [8–10] |
| Perdeu    | 4-3 | Mar 2023 | BNP Paribas Open       | Indian Wells | WTA 1000         | duro   | Laura Siegemund      | Barbora Krejčíková Kateřina Siniaková | 1–6, 7–6(7–3), [7–10]      |
| Venceu    | 5-3 | Mai 2023 | Mutua Madrid Open      | Madri        | WTA 1000         | saibro | Victoria Azarenka    | Coco Gauff Jessica Pegula             | 6-1, 6-4                   |
| Venceu    | 6-3 | Out 2023 | WTA Elite Trophy       | Zhuhai       | Fim de temporada | duro   | Veronika Kudermetova | Miyu Kato Aldila Sutjiadi             | 6-3, 6-2                   |
| Venceu    | 7-3 | Jan 2024 | Adelaide International | Adelaide     | WTA 500          | duro   | Taylor Townsend      | Caroline Garcia Kristina Mladenovic   | 7-5, 6-3                   |

### Circuito WTA 125

#### Simples: 2 (1 título)
| Status | V–D | Data     | Torneio                 | País/cidade | Piso   | Adversária    | Resultado |
| ------ | --- | -------- | ----------------------- | ----------- | ------ | ------------- | --------- |
| Venceu | 1–0 | Mai 2022 | L'Open 35 de Saint-Malo | Saint-Malo  | saibro | Anna Blinkova | 7–63, 6–3 |
| Perdeu | 1–1 | Mai 2022 | Trophee Lagardère       | Paris       | saibro | Claire Liu    | 3–6, 4–6  |

#### Duplas: 1 (1 título)
| Status | V–D | Data     | Torneio           | País/cidade | Piso   | Parceira            | Adversárias                   | Resultado        |
| ------ | --- | -------- | ----------------- | ----------- | ------ | ------------------- | ----------------------------- | ---------------- |
| Venceu | 1–0 | Mai 2022 | Trophee Lagardère | Paris       | saibro | Kristina Mladenovic | Oksana Kalashnikova Miyu Kato | 5–7, 6–4, [10–4] |

### Circuito ITF

#### Simples: 23 (15 títulos, 8 vices)
| Status | V–D  | Data     | País/cidade     | Nível   | Piso   | Adversária            | Resultado          |
| ------ | ---- | -------- | --------------- | ------- | ------ | --------------------- | ------------------ |
| Venceu | 15-8 | Jun 2021 | Montemor-o-Novo | 25 000  | duro   | Mariam Bolkvadze      | 6–4, 6–4           |
| Venceu | 14–8 | Abr 2021 | Córdoba         | 25 000  | saibro | Panna Udvardy         | 6–2, 6–2           |
| Venceu | 13–8 | Abr 2021 | Villa Maria     | 25 000  | saibro | Francesca Jones       | 5–7, 6–4, 6–2      |
| Venceu | 12–8 | Out 2020 | Funchal         | 15 000  | duro   | Francisca Jorge       | 6–3, 6–3           |
| Venceu | 11–8 | Set 2020 | Porto           | 15 000  | duro   | Ingrid G. Martins     | 6–3, 6–2           |
| Venceu | 10–8 | Set 2020 | Santarém        | 15 000  | duro   | Martyna Kubka         | 6–0, 6–0           |
| Perdeu | 9–8  | Set 2020 | Figueira da Foz | 25 000  | duro   | Georgina García Pérez | 7–612-10, 5–7, 4–6 |
| Venceu | 9–7  | Set 2020 | Montemor-o-Novo | 25 000  | duro   | Jodie Anna Burrage    | 6–1, 6–4           |
| Perdeu | 8–7  | Nov 2018 | Tyler           | 80 000  | saibro | Whitney Osuigwe       | 3–6, 4–6           |
| Venceu | 8–6  | Mai 2017 | Cagnes-sur-Mer  | 100 000 | saibro | Jil Teichmann         | 6–3, 6–3           |
| Venceu | 7–6  | Fev 2017 | Clare [en]      | 25 000  | duro   | Markéta Vondroušová   | 6–2, 6–2           |
| Venceu | 6–6  | Nov 2016 | Waco            | 50 000  | duro   | Grace Min             | 6–2, 3–6, 6–1      |
| Venceu | 5–6  | Out 2016 | Scottsdale      | 50 000  | duro   | Kristie Ahn           | 7–67-4, 7–67-2     |
| Perdeu | 4–6  | Out 2016 | Pula            | 25 000  | saibro | Martina Trevisan      | 3–6, 4–6           |
| Perdeu | 4–5  | Dez 2014 | Mérida          | 25 000  | duro   | Patricia Maria Țig    | 6–3, 3–6, 1–6      |
| Perdeu | 4–4  | Jun 2014 | Breda           | 15 000  | saibro | Bernarda Pera         | 1–6, 6–78-10       |
| Perdeu | 4–3  | Jun 2013 | Lenzerheide     | 25 000  | saibro | Laura Siegemund       | 2–6, 3–6           |
| Perdeu | 4–2  | Mai 2013 | Caserta         | 25 000  | saibro | Renata Voráčová       | 4–6, 1–6           |
| Venceu | 4–1  | Abr 2013 | Antália         | 10 000  | duro   | Tereza Martincová     | 6–4, 6–3           |
| Venceu | 3–1  | Mar 2013 | Ribeirão Preto  | 10 000  | saibro | Andrea Benítez        | 7–67–2, 6–2        |
| Venceu | 2–1  | Abr 2012 | Ribeirão Preto  | 10 000  | duro   | Natasha Fourouclas    | 6–0, 6–1           |
| Venceu | 1–1  | Out 2011 | Goiânia         | 10 000  | saibro | Bárbara Luz           | 6–2, 6–0           |
| Perdeu | 0–1  | Ago 2011 | São Paulo       | 10 000  | saibro | Maria F. Alves        | 6–4, 5–7, 3–6      |

#### Duplas: 15 (9 títulos, 6 vices)
| Status | V–D | Data     | País/cidade     | Nível    | Piso   | Parceira           | Adversárias                            | Resultado           |
| ------ | --- | -------- | --------------- | -------- | ------ | ------------------ | -------------------------------------- | ------------------- |
| Perdeu | 9–6 | Out 2020 | Funchal         | 15 000   | duro   | Ingrid G. Martins  | Arianne Hartono Eva Vedder             | 6–4, 1–6, [7–10]    |
| Venceu | 9–5 | Set 2020 | Figueira da Foz | 25 000   | duro   | Ingrid G. Martins  | Jacqueline Cabaj Awad Inês Murta       | 7–5, 6–1            |
| Venceu | 8–5 | Jun 2019 | Ilkley [en]     | 100 000  | grama  | Luisa Stefani      | Ellen Perez Arina Rodionova            | 6–4, 6–75-7, [10–4] |
| Perdeu | 7–5 | Mai 2019 | Cagnes-sur-Mer  | 80 000   | saibro | Luisa Stefani      | Xenia Knoll Anna Blinkova              | 6–4, 2–6, [12–14]   |
| Venceu | 7–4 | Fev 2017 | Clare [en]      | 25 000   | duro   | Genevieve Lorbergs | Alison Bai Erika Sema                  | 6–4, 6–3            |
| Venceu | 6–4 | Jan 2016 | Guarujá         | 25 000   | duro   | Paula C. Gonçalves | Laura Pigossi Jil Teichmann            | 6–73-7, 7–5, [10–7] |
| Venceu | 5–4 | Mai 2015 | Grado           | 25 000   | saibro | Viktorija Golubic  | Sharon Fichman Katarzyna Piter         | 6–3, 6–2            |
| Perdeu | 4–4 | Mai 2015 | Saint-Gaudens   | 50 000+H | saibro | Nicole Melichar    | Mariana Duque Mariño Julia Glushko     | 6–1, 6–75-7, [4–10] |
| Perdeu | 4–3 | Jan 2015 | Sunrise         | 25 000   | saibro | Paula C. Gonçalves | Anna Kalinskaya Katerina Stewart       | 6–76-8, 7–5, [6–10] |
| Venceu | 4–2 | Jun 2014 | Alkmaar         | 10 000   | saibro | Bernarda Pera      | Charlotte van der Meij Mandy Wagemaker | 6–1, 1–6, [10–5]    |
| Perdeu | 3–2 | Jun 2014 | Amstelveen      | 10 000   | saibro | Tatiana Búa        | Bernarda Pera Viktoriya Tomova         | 0–6, 1–2, ab.       |
| Perdeu | 3–1 | Abr 2013 | Antália         | 10 000   | duro   | Bárbara Luz        | Irina Bara Diana Buzean                | 5–7, 1–6            |
| Venceu | 3–0 | Out 2011 | Goiânia         | 10 000   | saibro | Paula C. Gonçalves | Flávia D. Araújo Karina Venditti       | 6–4, 5–7, [12–10]   |
| Venceu | 2–0 | Ago 2011 | São Paulo       | 10 000   | saibro | Carla Forte        | Isabella Robbiani Kyra Shroff          | 6–75-7, 6–3, [10–7] |
| Venceu | 1–0 | Set 2010 | Mogi das Cruzes | 10 000   | saibro | Flávia G. Bueno    | Maria F. Alves Natasha Lotuffo         | 6–1, 6–3            |

### Grand Slam juvenil

#### Duplas: 2 (2 vices)
| Status | V–D | Data     | Torneio       | País/cidade | Piso   | Parceira            | Adversárias                           | Resultado        |
| ------ | --- | -------- | ------------- | ----------- | ------ | ------------------- | ------------------------------------- | ---------------- |
| Perdeu | 0–2 | Jun 2013 | Roland Garros | Paris       | saibro | Doménica González   | Barbora Krejčíková Kateřina Siniaková | 5–7, 2–6         |
| Perdeu | 0–1 | Jun 2012 | Roland Garros | Paris       | saibro | Montserrat González | Daria Gavrilova Irina Khromacheva     | 6–4, 4–6, [8–10] |

## Vitórias sobre Top-10 por temporadas
| Temporada | 2019 | 2021 | 2022 | 2023 | 2024 | Total |
| --------- | ---- | ---- | ---- | ---- | ---- | ----- |
| Vitórias  | 1    | 1    | 3    | 4    | 2    | 11    |

### Simples
| #    | Jogador           | Rnk | Torneio                           | Piso       | Rodada   | Placar              | RHM |
| ---- | ----------------- | --- | --------------------------------- | ---------- | -------- | ------------------- | --- |
| 2019 |                   |     |                                   |            |          |                     |     |
| 1.   | Sloane Stephens   | 4   | Mexican Open, México              | duro       | segunda  | 6–3, 6–3            | 172 |
| 2021 |                   |     |                                   |            |          |                     |     |
| 2.   | Karolína Plíšková | 3   | Indian Wells Open, Estados Unidos | duro       | terceira | 6–3, 7–5            | 115 |
| 2022 |                   |     |                                   |            |          |                     |     |
| 3.   | Maria Sakkari     | 3   | Miami Open, Estados Unidos        | duro       | segunda  | 4–6, 6–1, 6–2       | 62  |
| 4.   | Maria Sakkari     | 5   | Nottingham Open, Inglaterra       | grama      | quartas  | 6–4, 4–6, 6–3       | 48  |
| 5.   | Iga Swiatek       | 1   | WTA 1000 de Toronto, Canadá       | duro       | oitavas  | 6–4, 3–6, 7–5       | 24  |
| 2023 |                   |     |                                   |            |          |                     |     |
| 6.   | Elena Rybakina    | 10  | Abu Dhabi Open, Emirados Árabes   | duro       | QF       | 3–6, 6–3, 6–2       | 14  |
| 7.   | Daria Kasatkina   | 8   | Qatar Open, Catar                 | duro       | 2R       | 6–3, 7–6(9–7)       | 12  |
| 8.   | Elena Rybakina    | 7   | Stuttgart Open, Alemanha          | saibro (i) | 2R       | 6–1, 3–1, ret.      | 14  |
| 9.   | Ons Jabeur        | 7   | Roland Garros, França             | saibro     | quartas  | 3–6, 7–6 (7–5), 6–1 | 14  |
| 2024 |                   |     |                                   |            |          |                     |     |
| 10.  | Ons Jabeur        | 6   | Abu Dhabi Open, Emirados Árabes   | duro       | quartas  | 6-3, 6-1            | 13  |
| 11.  | Maria Sakkari     | 7   | Madrid Open, Espanha              | saibro     | 4R       | 6–4, 6-4            | 14  |

## Fed Cup/Billie Jean King Cup

### Simples: 25 (17–8)
| Edição | Etapa    | Data          | Local            | Adversário | Piso   | Oponente              | (V/P) | Placar                   |
| ------ | -------- | ------------- | ---------------- | ---------- | ------ | --------------------- | ----- | ------------------------ |
| 2012   | ZA R1    | 1 Fev         | Curitiba (BRA)   | VEN        | Saibro | Gabriela Paz          | P     | 6–7(3–7), 2–6            |
| 2012   | ZA R1    | 2 Fev         | Curitiba (BRA)   | BOL        | Saibro | Nabila Farah          | V     | 6–1, 6–1                 |
| 2015   | ZA R1    | 5 Fev         | Potosí (MEX)     | CHI        | Duro   | Andrea Koch-Benvenuto | V     | 6–1, RET                 |
| 2015   | ZA R1    | 6 Fev         | Potosí (MEX)     | COL        | Duro   | Mariana Duque Marino  | V     | 7-6(8-6), 7-5            |
| 2015   | ZA R1    | 7 Fev         | Potosí (MEX)     | PAR        | Duro   | Veronica Cepede Royg  | P     | 4-6, 6-7(4-7)            |
| 2018   | R1 final | 7 Fev         | Assunção (PAR)   | VEN        | Saibro | Andrea Gámiz          | V     | 7/6(7-4), 6/4            |
| 2018   | R1 final | 8 Fev         | Assunção (PAR)   | GUA        | Saibro | Kirsten-Andrea Weedon | V     | 6/1, 6/1                 |
| 2018   | R1 final | 9 Fev         | Assunção (PAR)   | ARG        | Saibro | Catalina Pella        | V     | 6-2, 4-6, 6-4            |
| 2018   | R1 final | 10 Fev        | Assunção (PAR)   | PAR        | Saibro | Veronica Cepede Royg  | P     | 7-6(7-2), 5-7, 6-7(9-11) |
| 2019   | R1 final | 7 Fev         | Medellín (COL)   | PUR        | Saibro | Mónica Puig           | V     | 6/1, 6/1                 |
| 2019   | R1 final | 8 Fev         | Medellín (COL)   | CHI        | Saibro | Daniela Seguel        | V     | 2-6, 6-4, 6-4            |
| 2019   | R1 final | 8 Fev         | Medellín (COL)   | ARG        | Saibro | Victoria Bosio        | P     | 7-6(7-3), 5-7, 6-7(4-7)  |
| 2019   | R1 final | 09 Fev        | Medellín (COL)   | PAR        | Saibro | Veronica Cepede Royg  | V     | 6-2, 6-3                 |
| 2019   | GM II RP | 20 Abr        | Bratislava (SLO) | SLO        | Saibro | Viktória Kužmová      | P     | 3-6, 3-6                 |
| 2019   | GM II RP | 21 Abr        | Bratislava (SLO) | SLO        | Saibro | Dominika Cibulková    | P     | 6-7(3-7), 0-6            |
| 2022   | ZA G1    | 12 Abr        | Salinas (EQU)    | GUA        | Duro   | Kirsten-Andrea Weedon | V     | 6–0, 6-0                 |
| 2022   | ZA G1    | 16 Abr        | Salinas (EQU)    | CHI        | Duro   | Daniela Seguel        | V     | 6–2, 6–3                 |
| 2022   | ZA G1    | 11 Nov 12 Nov | Tucumã (ARG)     | ARG        | Saibro | Nadia Podoroska       | V     | 6-1, 6-3                 |
| 2022   | ZA G1    | 11 Nov 12 Nov | Tucumã (ARG)     | ARG        | Saibro | María Carlé           | V     | 6-3, 6-3                 |
| 2023   | GM II    | 14 Abr 15 Abr | Stuttgart (GER)  | GER        | Saibro | Anna-Lena Friedsam    | V     | 3-6, 6-4, 6-3            |
| 2023   | GM II    | 14 Abr 15 Abr | Stuttgart (GER)  | GER        | Saibro | Jule Niemeier         | P     | 6–7(3-7), 6–3, 2-6       |
| 2023   | GM II RP | 11 Nov 12 Nov | Brasília (BRA)   | KOR        | Saibro | Ku Yeon-woo           | V     | 6-4, 6-0                 |
| 2023   | GM II RP | 11 Nov 12 Nov | Brasília (BRA)   | KOR        | Saibro | Park So-hyun          | V     | 6-2, 6-1                 |
| 2024   | GM II    | 12 Abr 13 Abr | São Paulo (BRA)  | GER        | Saibro | Laura Siegemund       | P     | 4-6, 2-6                 |
| 2024   | GM II    | 12 Abr 13 Abr | São Paulo (BRA)  | GER        | Saibro | Anna-Lena Friedsam    | V     | 5–7, 6–0, 6-1            |

### Duplas: 9 (8–1)
Os dados sobre duplas na Billie Jean King Cup foram obtidos no site da ITF.

| Edição | Etapa    | Data   | Local          | Adversário | Piso   | Parceira       | Oponentes                                  | (V/P) | Placar        |
| ------ | -------- | ------ | -------------- | ---------- | ------ | -------------- | ------------------------------------------ | ----- | ------------- |
| 2015   | ZA R1    | 6 Fev  | Potosí (MEX)   | CHI        | Duro   | Gabriela Cé    | Fernanda Brito Barbara Gatica              | V     | 6–0, 6–2      |
| 2015   | ZA R1    | 7 Fev  | Potosí (MEX)   | COL        | Duro   | Gabriela Cé    | Maria F. H. Gonzalez Maria P. Perez-Garcia | P     | 6-3, 4-5, RET |
| 2018   | R1 final | 10 Fev | Assunção (PAR) | VEN        | Saibro | Luisa Stefani  | Andrea Gamiz Adriana Perez                 | V     | 6–1, 7–5      |
| 2018   | R1 final | 11 Fev | Assunção (PAR) | ARG        | Saibro | Luisa Stefani  | Maria Irigoyen Catalina Pella              | V     | 6-1, 3-6, 6-2 |
| 2019   | ZA G I   | 07 Fev | Medellín (COL) | CHI        | Saibro | Luisa Stefani  | Barbara Gatica Alexa Guarachi              | V     | 6-4, 5-7, 6-3 |
| 2019   | ZA G I   | 08 Fev | Medellín (COL) | PUR        | Saibro | Luisa Stefani  | Maria C. Aguiar Erika Barquero             | V     | 6-2, 6-0      |
| 2019   | ZA G I   | 09 Fev | Medellín (COL) | ARG        | Saibro | Luisa Stefani  | Jazmin Ortenzi Catalina Pella              | V     | 7-5, 6-3      |
| 2022   | ZA G I   | 14 Abr | Salinas (EQU)  | GUA        | Duro   | Carolina Alves | Maria G.R. Corado Kirsten-Andrea Weedon    | V     | 6-3, 6-1      |
| 2022   | ZA G I   | 15 Abr | Salinas (EQU)  | ARG        | Duro   | Carolina Alves | Jazmin Ortenzi Julia Riera                 | V     | 6-3, 3-6, 6-1 |